# MNG Airlines
MNG Airlines è una compagnia aerea tutto-merci turca con hub nell'aeroporto di Istanbul-Atatürk e nell'aeroporto aeroporto di Colonia-Bonn.

## Storia
La compagnia aerea fu fondata da Mehmet Nazif Gunal nel febbraio 1996 ed iniziò le operazioni il 30 novembre dell'anno successivo. I servizi transatlantici iniziarono nel 1998 con un volo da Francoforte a Toronto, seguito da servizi di linea verso gli Stati Uniti l'8 novembre 1998. A metà del 2002, vennero aggiunti anche limitati servizi passeggeri. Nel 2005, la MNG ha vinto un premio dalla Airbus per il 100% di affidabilità sul Airbus A300, modello vecchio di 30 anni. Il 6 febbraio 2006, la MNG cessò tutti i voli passeggeri, continuando ad operare solo i voli merci. Nel 2008, MNG Airlines ha acquisito in toto la società aeromaerci slovena Solinair.
Nel 2018, MNG ha avviato operazioni bisettimanali tra l'aeroporto di Colonia-Bonn (CGN) in Germania e l'aeroporto Internazionale John F. Kennedy (JFK) negli Stati Uniti. Il volo è un'espansione delle rotte del vettore da CGN, che includono voli per l'aeroporto di Istanbul Atatürk (ISL) per conto di Air France e per l'aeroporto di Tel Aviv Ben Gurion (TLV) per le proprie operazioni.

## Flotta

### Flotta attuale
A febbraio 2024 la flotta di MNG Airlines è così composta:

### Flotta storica
MNG Airlines operava in precedenza con i seguenti aeromobili:
- Boeing 737-400
- Boeing 737-400(SF)
- McDonnell Douglas MD-82
- Saab 340